# Roe River

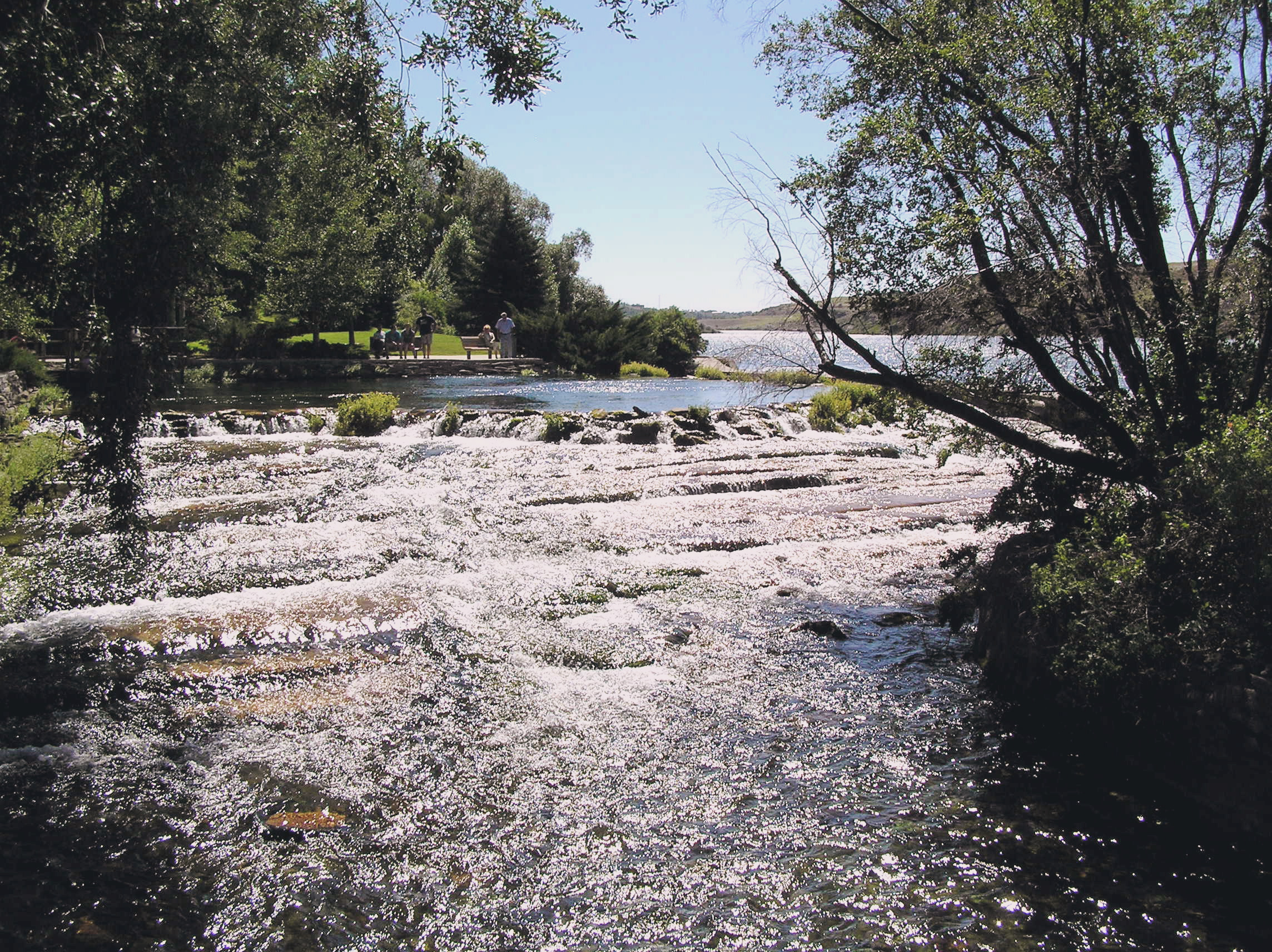
Roe River strömmar från Giant Springs

Roe River är en flod som rinner mellan  Giant Springs och Missourifloden i Great Falls, Montana, USA. Flodens källa, Giant Springs, ligger på 1 010 meter över havet. Den har ett utflöde på cirka 6,9 kubikmeter vatten i sekunden eller omkring 25 miljoner liter vatten i timmen och har en diameter på ca 65 meter. Roe River är bara 61 meter lång.
En framgångsfull kampanj för att få Roe River erkänd av Guinness Rekordbok som den kortaste floden i världen startades av studenter i Lincoln Elementary School i Great Falls, Montana. 1988 var studenterna Molly A. Petersen och kommande NFL-spelaren Dallas Neil med i The Tonight Show som en del i kampanjen. Före kampanjen listades D River i Oregon som den kortaste floden i Guinness Rekordbok, med 134 meter. D River förlorade titeln 1989 när Guinness i vad som då kallades The Guinness Book of Records, utnämnde Roe River till världens kortaste flod. Befolkningen i Lincoln City lät sig inte avskräckas utan gjorde en ny mätning av D River som de skickade i till Guinness där floden var 36 meter lång, om man mätte vid extremt högvatten. 

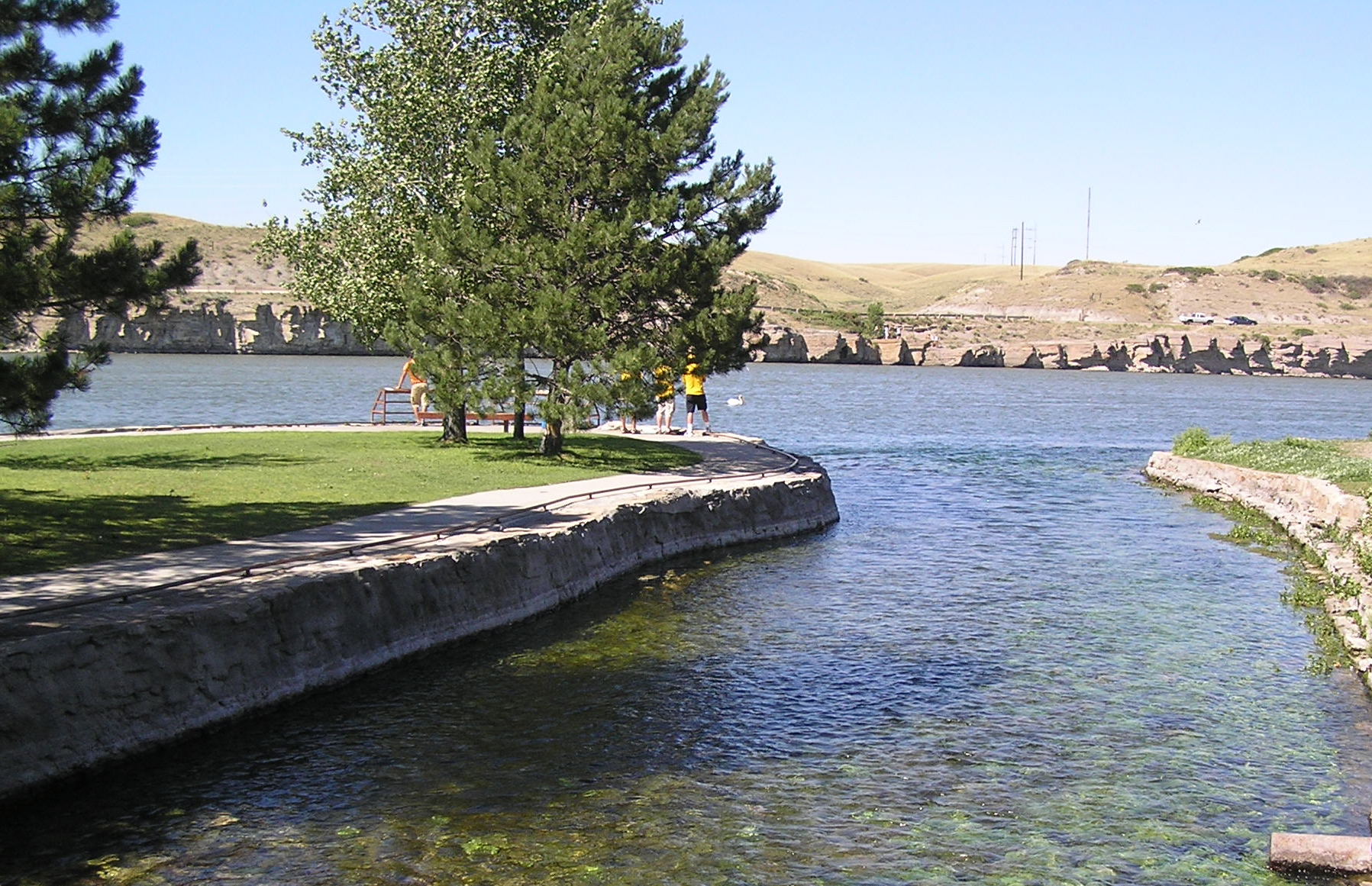
Roe River vid mynningen mot Missourifloden

Roe River hade fram till 2006, då kategorin blev avskaffad, rekordet som värdens kortaste flod (61 meter) i Guinness Rekordbok. Giant Springs Heritage State Park är den mest besökta parken i Montana, med ca 160 000 (juni 2005) besökare varje år.